# Демократична лига за защита правата на човека в България
Демократичната лига за защита правата на човека в България е правозащитна организация, съществувала през 1988 – 1989 година, създадена от български турци, противопоставящи се на Възродителния процес.
Организацията е основана през ноември 1988 година от интернираните във Врачанско от Сабри Искендер, Мустафа Юмер и Али Орманлъ, като се обявява за възстановяване отнетите при Възродителния процес права въз основа на българското законодателство и междонародните договорености. Организацията изгражда мрежа от местни структури и през пролетта на следващата година има няколкохиляди членове.
Демократичната лига е основен организатор на Майските протести от 1989 година, заедно с Независимото дружество за защита правата на човека и организацията „Виена '89“.
Макар ръководителите на организацията да са екстрадирани от страната, тя продължава да функционира и от началото на май организира масови гладни стачки, които намират отзвук в чуждия печат. Към края на месеца започват и публични демонстрации, които обхващат десетки селища в различни части на страната.